# Władysław Langner
Władysław Aleksander Langner, ps. „Złom” (ur. 18 czerwca 1896 w Jaworowie, zm. 28 września 1972 w Newcastle upon Tyne) – generał brygady Wojska Polskiego, w 1964 mianowany przez Prezydenta RP na uchodźstwie generałem dywizji.

## Życiorys
Urodził się 18 czerwca 1896 w Jaworowie, ówczesnym mieście powiatowym Królestwa Galicji i Lodomerii, w rodzinie Gustawa (1859–1931), c. k. starszego komisarza skarbowego w Tarnowie) i Malwiny z domu Bar (1871–1953). Był młodszym bratem Mieczysława (1893–1920), dowódcy 11. kompanii 48 pp, pośmiertnie mianowanego kapitanem i odznaczonego Krzyżem Niepodległości.
Działał w Organizacji Młodzieży Niepodległościowej „Zarzewie” i Drużynach Strzeleckich, ukończył szkołę podoficerską. W 1914 ukończył VII klasę w C. K. Gimnazjum w Tarnowie. W sierpniu 1914 wstąpił do Legionów Polskich, w październiku 1914 dowodził plutonem i kompanią w 1 pułku piechoty Legionów Polskich. Awansował kolejno na: chorążego – 5 marca 1915, podporucznika – 2 lipca 1915 i porucznika – 1 listopada 1916. W roku szkolnym 1915/1916 zdał maturę wojenną w C. K. Gimnazjum w Nowym Targu. 
W 1917, po kryzysie przysięgowym wcielony został do armii austro-węgierskiej i służył na froncie włoskim. W 1916 złożył egzamin dojrzałości uprzedni (wojenny) w gimnazjum w Nowym Targu.
Od listopada 1918 w Wojsku Polskim na stanowisku zastępcy dowódcy 57 pułku piechoty Ziemi Tarnowskiej. Następnie dowodził batalionem w 5 pułku piechoty Legionów (do kwietnia 1919), pełnił obowiązki dowódcy 1 pułku piechoty Legionów oraz od czerwca 1919 dowodził batalionem w tym pułku. W czerwcu 1920 objął dowództwo 167 pułku piechoty. 11 czerwca 1920 został zatwierdzony z dniem 1 kwietnia 1920 roku w stopniu podpułkownika, w piechocie, w grupie oficerów byłych Legionów Polskich. W 1921 dowodzony przez niego oddział został przemianowany na 75 pułk piechoty. W trzeciej dekadzie czerwca 1922 na czele pułku wkroczył do południowo-wschodniej części Górnego Śląska, która został przyłączona do Polski.
9 marca 1923 został przeniesiony do 40 pułku piechoty we Lwowie na stanowisko dowódcy pułku. 6 września 1924 odebrał z rąk Prezydenta RP Stanisława Wojciechowskiego chorągiew pułku. 1 grudnia 1924 został mianowany pułkownikiem ze starszeństwem z 15 sierpnia 1924  i 38. lokatą w korpusie oficerów piechoty. 31 marca 1927 został mianowany dowódcą piechoty dywizyjnej 12 Dywizji Piechoty w Tarnopolu. Od 1928 do 1929 był prezesem klubu piłki nożnej Kresy Tarnopol. W listopadzie 1928 został szefem Biura Ogólno Administracyjnego Ministerstwa Spraw Wojskowych w Warszawie. 23 czerwca 1931 został mianowany zastępcą II wiceministra spraw wojskowych i szefa Administracji Armii. 21 grudnia 1932 Prezydent RP Ignacy Mościcki nadał mu stopień generała brygady ze starszeństwem z dniem 1 stycznia 1933 i 3. lokatą w korpusie generałów.
28 sierpnia 1934 został mianowany dowódcą Okręgu Korpusu Nr IV w Łodzi. Obowiązki dowódcy objął 3 września 1934 i wykonywał do 4 lutego 1938, po czym objął dowództwo Okręgu Korpusu Nr VI we Lwowie.
W czasie kampanii wrześniowej 1939 dowodził obroną Lwowa. Bronił miasta przed siłami niemieckimi dziesięć dni (12–22 września), dysponując ponad 20 batalionami piechoty, 65 armatami polowymi oraz 18 działami przeciwlotniczymi. Ochotniczo w obronie miasta udział brali także studenci, robotnicy i harcerze. Z harcerstwem Langner był szczególnie związany jako wieloletni przewodniczący Okręgu Lwowskiego Związku Harcerstwa Polskiego. 22 września 1939 Langner, chcąc uniknąć zniszczenia Lwowa i zagłady mieszkańców, wydał rozkaz złożenia broni i wyjścia z miasta, kapitulując przed Armią Czerwoną. Po podpisaniu dokumentu kapitulacji, Langner miał powiedzieć: „Z Niemcami prowadzimy wojnę. Miasto biło się z nimi przez 10 dni. Oni, Germanie, wrogowie całej Słowiańszczyzny. Wy jesteście Słowianie...".
Od 22 września do listopada 1939 w związku z procedurą kapitulacyjną przebywał w Moskwie. 20 listopada 1939 przez Czeremosz przedostał się do Rumunii, internowany w obozie w Băile Herculane, stamtąd zaś do Francji, gdzie pozostawał w dyspozycji Naczelnego Wodza. Od października 1940 przebywał w Wielkiej Brytanii. Był dowódcą 3 Brygady Kadrowej Strzelców, Odcinka Obrony „Angus” i od sierpnia 1941 Brygady Szkolnej oraz członkiem Wojskowego Trybunału Orzekającego. Od sierpnia 1943 pełnił służbę w Sztabie Inspektora Wyszkolenia Wojska. Od listopada 1945 pozostawał w dyspozycji szefa Sztabu Głównego w Londynie. Po demobilizacji prowadził gospodarstwo rolne w Walii. Prezydent RP August Zaleski mianował go generałem dywizji ze starszeństwem z 11 listopada 1964 w korpusie generałów.
Generał uchodził za wielkiego służbistę i pedanta. W pamięci generała Stanisława Maczka zapisał się jako „znany abstynent i «pies» na oficerów nadużywających alkoholu”.
Zmarł 28 września 1972 w Newcastle upon Tyne i został pochowany na tamtejszym cmentarzu All Saints (kwatera J-24 Uncons). Był żonaty z członkinią AK Zofią z Szymańskich, która brała udział w Powstaniu Warszawskim jako sanitariuszka i zginęła na Mokotowie. Spoczywa ona na Powązkach Wojskowych (kwatera A 27-12-17).  Małżonkowie mieli syna Ryszarda Tomasza (1924-2020).

## Ordery i odznaczenia
- Krzyż Złoty Orderu Wojennego Virtuti Militari[27]
- Krzyż Srebrny Orderu Wojskowego Virtuti Militari nr 2711[34][35]
- Krzyż Komandorski Orderu Odrodzenia Polski (11 listopada 1936)[36][37]
- Krzyż Niepodległości (20 stycznia 1931)[38]
- Krzyż Oficerski Orderu Odrodzenia Polski (10 listopada 1927)[39][40]
- Krzyż Walecznych czterokrotnie[34]
- Złoty Krzyż Zasługi (10 listopada 1928)[41][42]
- Medal Pamiątkowy za Wojnę 1918-1921[5]
- Medal Dziesięciolecia Odzyskanej Niepodległości[5]
- Odznaka „Znak Pancerny” (honorowo 11 listopada 1933)[43]
- Krzyż Komandorski z Gwiazdą Orderu Świętego Sawy (Jugosławia, 10 lipca 1933)[44]
- Krzyż Komandorski Orderu Korony Włoch (Włochy, 10 lipca 1933)[44]
- Krzyż Komandorski Orderu Lwa Białego (Czechosłowacja)[5]
- Order Pogromcy Niedźwiedzia III klasy (Łotwa, 1922)[45]
- Medal 10 Rocznicy Wojny Niepodległościowej (Łotwa, 1929)[46]
- Honorowa Odznaka Korpusu Kadetów Nr 1 (1939)[47]

## Upamiętnienie
Jego imieniem w 1998 nazwano ulicę w Tarnowie. Wizerunek Langnera znajduje się na wydanym w 1989 r. przez Pocztę Polską z okazji 50. rocznicy wojny obronnej znaczku pocztowym o nominale 35 złotych i nakładzie 6 milionów sztuk upamiętniającym obronę Lwowa.